# Луцій Секстій Латеран
Луцій Секстій Латеран (лат. Lucius Sextius Lateranus; ? — після 361 до н. е.) — політичний та військовий діяч часів Римської республіки.

## Життєпис
Походив з плебейського роду Секстіїв. Про батьків немає відомостей.
Був одним з лідерів плебеїв. З 376 до 367 року до н. е. його обрано народним трибуном. У 367 році до н. е. разом з Гаєм Ліцинієй Кальвом Столоном запропонував закон (Lex Licinia Sextia), згідно з яким одним із консулів обов'язково повинен бути плебеєм. З цього моменту почалася точитися боротьба за цей закон. Незважаючи на його незатвердження у 366 році до н. е. Луція Секстія було обрано консулом разом з Луцієм Емілієм Мамерціном. Під час своєї каденції продовжив боротьбу за зрівняння у правах плебеїв з патриціями. У подальшому разом з Ліцинієм Столоном домагався затвердження закону, яким обмежувалося право володіння землею (максимум 500 югерів). Остання згадка про Латерана датується 361 роком до н. е.